# Boboszów
Boboszów [bɔˈbɔʃuf] (deutsch: Bobischau) ist ein Dorf in der Stadt- und Landgemeinde Międzylesie (Mittelwalde) im Powiat Kłodzki der Woiwodschaft Niederschlesien in Polen. Es liegt fünf Kilometer südöstlich Międzylesie. Der Grenzübergang Boboszów/Horní Lipka zwischen Polen und Tschechien liegt etwa eineinhalb Kilometer südlich von Boboszów.

## Geografie und Verkehr
Boboszów liegt im äußersten Süden des Glatzer Kessels an der Landstraße 33, die von Glatz zur tschechischen Landesgrenze führt und am Grenzübergang Boboszów/Dolní Lipka in die tschechische Silnice I/43 mündet. Im Nordosten von Boboszów befindet sich der Oberlauf der Glatzer Neiße, die nördlich des Ortes die Landesstraße quert und dann nordwärts weiter fließt. Südlich liegt der 534 Meter hohe Gebirgspass Przełęcz Międzyleska (Pass von Mittelwalde bzw. Grulicher Pass, tschechisch Mladkovské sedlo bzw. Králický průsmyk). Er trennt das Glatzer Land im Norden von Böhmen und Mähren im Westen und Süden und scheidet zugleich die südlichen Ausläufer des Glatzer Schneegebirges in den Ostsudeten von den südlichen Ausläufern des Habelschwerdter Gebirges in den Mittelsudeten. Boboszów ist Grenzbahnhof an der Eisenbahnstrecke Breslau–Prag, die ebenfalls über den Pass geleitet wird.
Nachbarorte sind Dolnik (Schönthal) im Norden, Pisary (Schreibendorf) im Nordosten und Kamieńczyk (Steinbach) im Nordwesten. Jenseits der Grenze liegen die tschechischen Ortschaften Dolní Lipka und Králíky (Grulich) im Südosten sowie Lichkov (Lichtenau), Mladkov (Wichstadtl) und Petrovičky im Südwesten.

## Geschichte
Die Gegend von Mittelwalde im südlichen Glatzer Land, zu dem Boboszów gehört, kam als Schenkung des böhmischen Königs Wenzel II. 1294 an die Zisterzienser des Klosters Kamenz, das damals zum schlesischen Herzogtum Schweidnitz gehörte. Das Dorf wurde erstmals 1358 als „Bobrischaw“ erwähnt. Weitere Schreibweisen waren Bobiczow (1472), Bobczow (1479) und Bobischaw (1631). Mit der Herrschaft Mittelwalde teilte Bobischau in den nachfolgenden Jahrhunderten die Geschichte ihrer politischen und kirchlichen Zugehörigkeit. Nach den Zerstörungen von 1428 durch die Hussitenkriege war es für mehr als 100 Jahre eine Wüstung. Im ausgehenden 16. Jahrhundert wurde Bobischau von den Herren von Tschirnhaus, den damaligen Besitzern der Herrschaft Mittelwalde, neu angelegt. Zusammen mit Mittelwalde gelangte Bobischau 1653 an die Grafen von Althann, in deren Besitz es bis 1945 verblieb.
Nach dem Ersten Schlesischen Krieg 1742 und endgültig mit dem Hubertusburger Frieden 1763 fiel Bobischau zusammen mit der Grafschaft Glatz an Preußen. Nach der Neugliederung Preußens gehörte es seit 1815 zur Provinz Schlesien und war 1816–1945 dem Landkreis Habelschwerdt eingegliedert. Mit dem Übergang an Preußen wurde Bobischau Grenzort an der preußisch-österreichischen Grenze, ab 1871 an der deutsch-österreichischen Grenze und ab 1918 an der deutsch-tschechoslowakischen Grenze. Mit der Eröffnung der Eisenbahnstrecke Breslau–Prag 1875 erhielt Bobischau Eisenbahnanschluss. 1939 wurden 529 Einwohner gezählt.
Als Folge des Zweiten Weltkriegs fiel Bobischau 1945 an Polen und wurde in Boboszów umbenannt. Die deutsche Bevölkerung wurde – soweit sie nicht vorher geflohen war – vertrieben. Die neu angesiedelten Bewohner waren zum Teil Heimatvertriebene aus Ostpolen, das an die Sowjetunion gefallen war. Da zahlreiche von ihnen in den nachfolgenden Jahrzehnten Boboszów wieder verließen, ging die Zahl der Einwohner deutlich zurück und liegt gegenwärtig bei etwa 205. 1975–1998 gehörte Boboszów zur Woiwodschaft Wałbrzych (Waldenburg), die 1999 in der neuen Woiwodschaft Niederschlesien aufging.

## Sehenswürdigkeiten

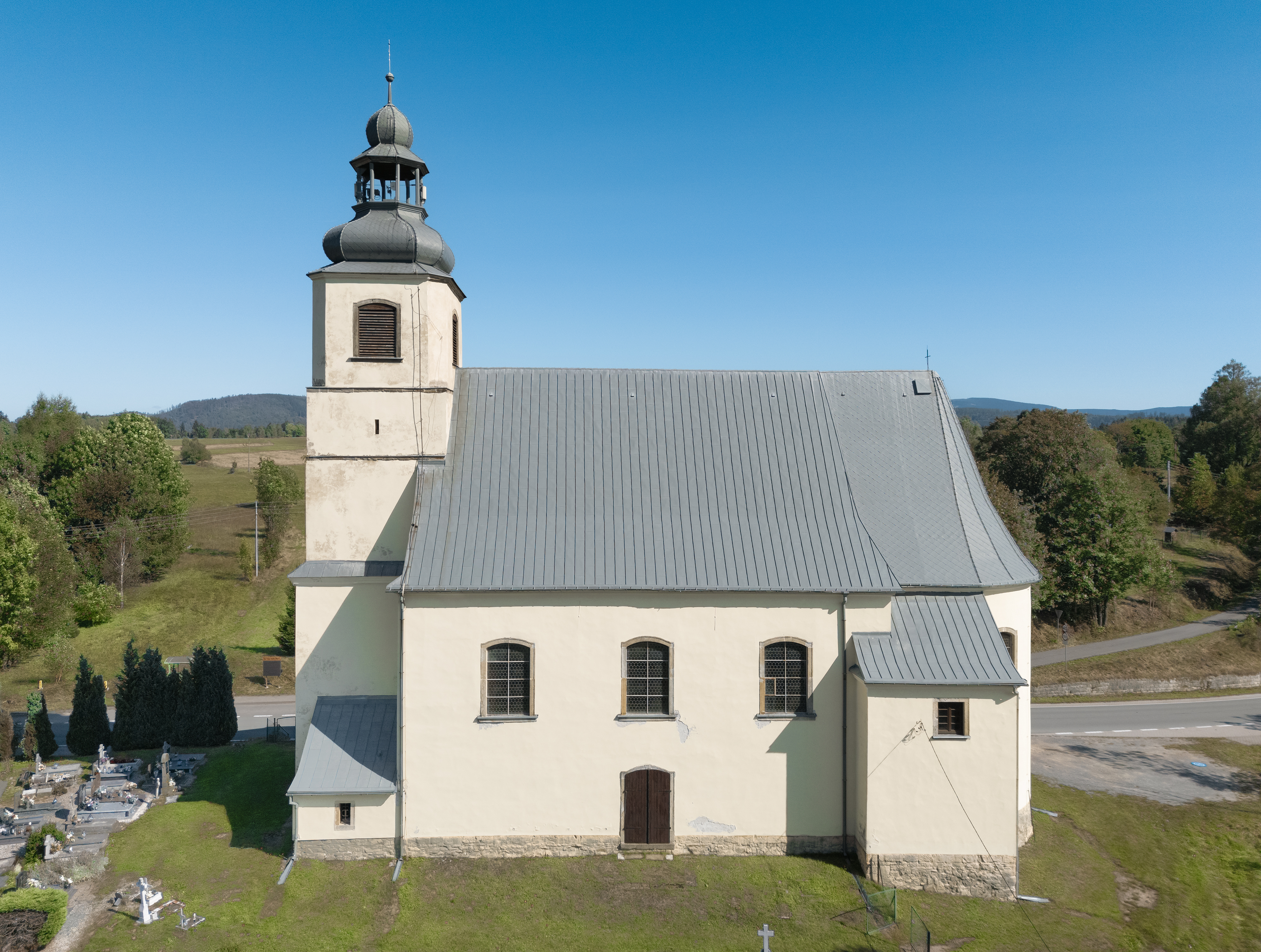
Kirche St. Anna

- Die römisch-katholische St.-Anna-Kirche (kościół pw. św. Anny) wurde im 18. Jahrhundert als hölzerne Friedhofskapelle errichtet. An ihrer Stelle entstand 1811 eine Wandpfeilerkirche mit geschlossenem Chor, Stichkappentonne, rechteckigem Turm mit Zwiebelhaube und Laterne und einer reichen barocken Innenausstattung. Der architektonische Hauptaltar mit Pforten und Heiligenfiguren enthält das Altargemälde Anna selbdritt vom Urnitzer Maler Johann Zeh. Die Dreifaltigkeitsgruppe wurde um 1740 vom Mittelwalder Bildhauer Anton Nitsch geschaffen.

## Persönlichkeiten
- Rudolf Veith (1846–1917), Schiffsmaschinenbauingenieur
- Franz Latzel (1880–1941), Arbeiterfunktionär, antifaschistischer Widerstandskämpfer
- Joseph Andreas Pausewang (1908–1955), Maler
- Helmut Elsler (1911–1969), Ökonom, Staatssekretär im Arbeitsministerium von Nordrhein-Westfalen